# San Isidro Siniyuco
San Isidro Siniyuco är en ort i Mexiko.   Den ligger i kommunen San Antonio Sinicahua och delstaten Oaxaca, i den sydöstra delen av landet, 300 km sydost om huvudstaden Mexico City. San Isidro Siniyuco ligger 2 573 meter över havet och antalet invånare är 110.
Terrängen runt San Isidro Siniyuco är huvudsakligen kuperad, men åt sydväst är den bergig. Runt San Isidro Siniyuco är det glesbefolkat, med 14 invånare per kvadratkilometer. Närmaste större samhälle är Heroica Ciudad de Tlaxiaco, 17,0 km nordväst om San Isidro Siniyuco. Trakten runt San Isidro Siniyuco består i huvudsak av gräsmarker.